# Agyrtidia uranophila
Agyrtidia uranophila är en fjärilsart som beskrevs av Walker 1866. Agyrtidia uranophila ingår i släktet Agyrtidia och familjen björnspinnare. Inga underarter finns listade i Catalogue of Life.